# Ted Ginn
Theodore Ginn Jr. (Cleveland, 12 aprile 1985) è un giocatore di football americano statunitense che milita nei ruoli di wide receiver e kick returner nei Chicago Bears della National Football League (NFL). Fu scelto nel corso del primo giro (9º assoluto) del Draft NFL 2007 dai Miami Dolphins. Al college ha giocato a football a Ohio State.

## Carriera professionistica

### Miami Dolphins

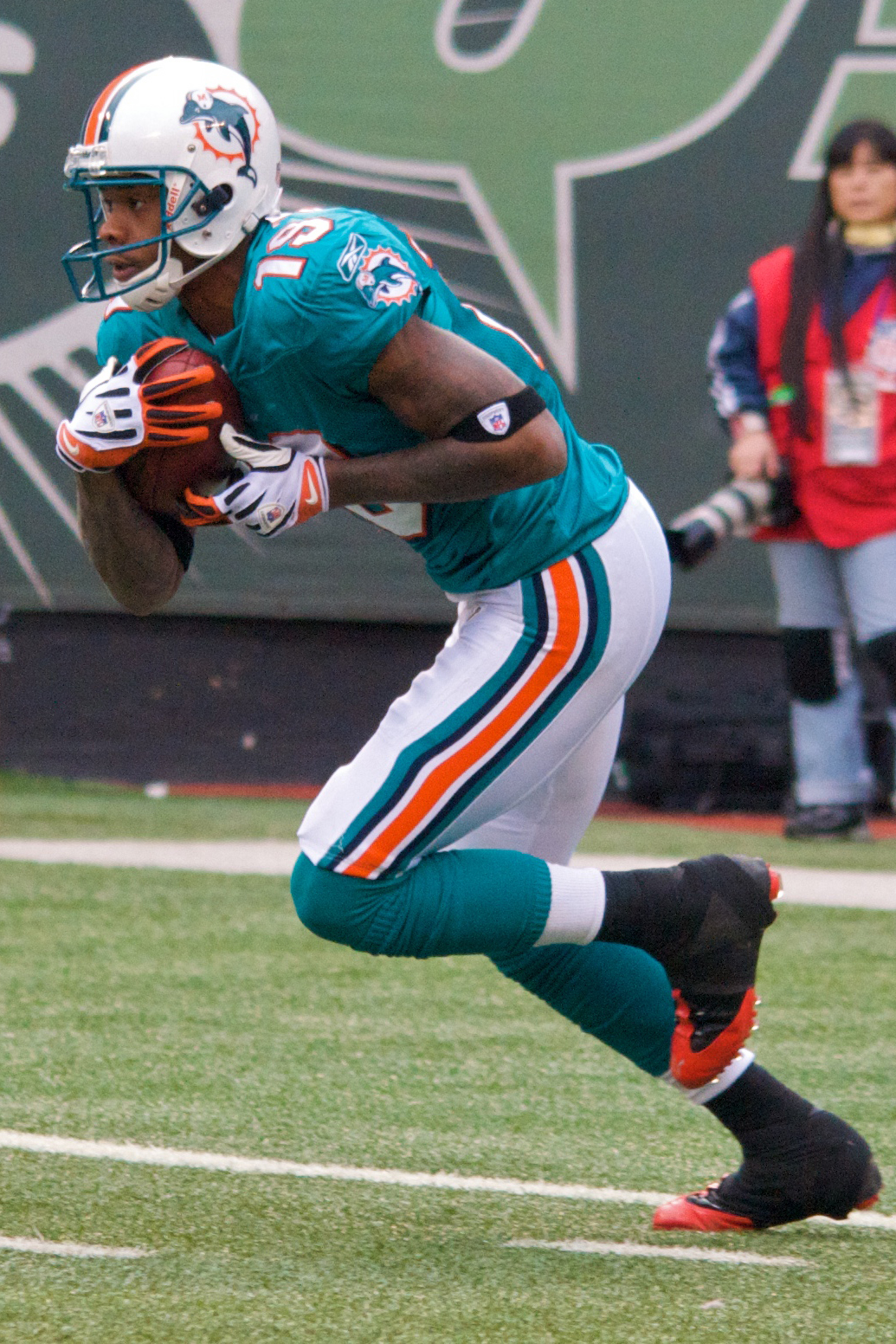
Ginn contro i Jets nel 2009

Al debutto come rookie con i Dolphins, Ginn disputò 16 partite, di cui 9 come titolare, facendo registrare 34 ricezioni per 420 yard con 2 touchdown, 63 ritorni su kickoff per 1.433 yard, 24 ritorni su punt per 230 yard con un touchdown, 15 faircatch e 3 fumble di cui uno perso e 2 recuperati.
Nella seconda stagione da professionista, Ginn divenne il wide receiver titolare della squadra. Concluse la stagione disputando 16 partite di cui 14 come titolare, totalizzando 56 ricezioni per 790 yard con 2 touchdown e 3 fumble.
Nella stagione 2009, Ted partì lentamente catturando solo due passaggi nella prima gara della stagione, ma rifacendosi la settimana successiva ricevendo 108 yard contro gli Indianapolis Colts. Nel corso della stagione però non giocò bene come ricevitore e fu spostato a tempo pieno al ruolo di kick returner. Nella settimana 8 contro i New York Jets pareggiò il record NFL ritornando due kickoff in touchdown. A fine anno guadagnò 1.826 yard totali, di cui 1.324 su ritorni e 502 dalla linea di scrimmage, con 2 fumble.

### San Francisco 49ers

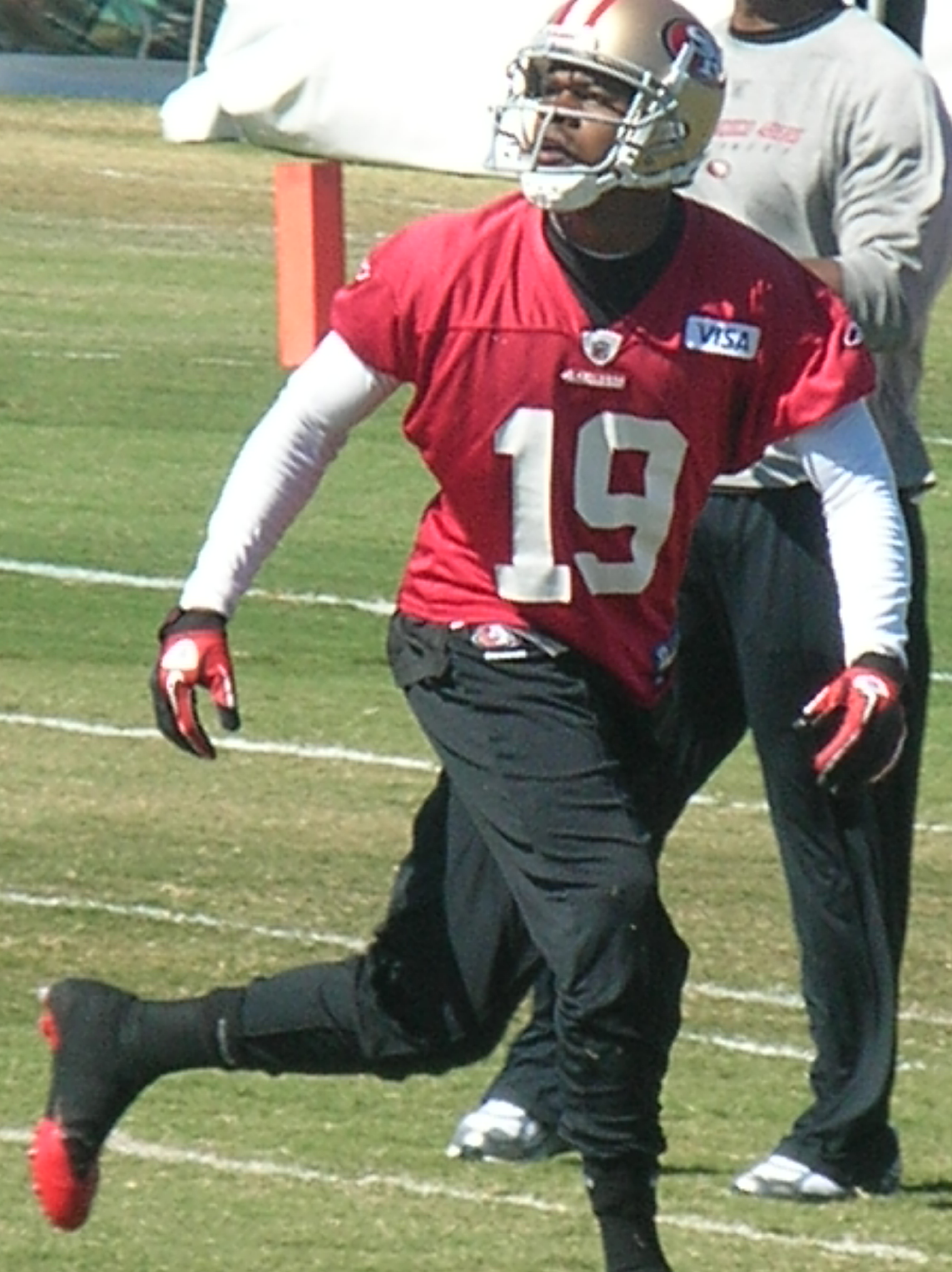
Ginn coi 49ers

Il 16 aprile 2010, Miami scambiò Ginn coi San Francisco 49ers per una scelta del quinto giro (Nolan Carroll) nel Draft NFL 2010.
Ginn segnò il suo primo touchdown ritornando un punt contro i St. Louis Rams mentre l'unico touchdown su ricezione della stagione lo segnò nell'ultima gara dell'anno contro gli Arizona Cardinals. Ginn terminò il 2010 con 12 ricezioni, 163 yard e 1 touchdown.
Alla fine dell'ultimo quarto del debutto della stagione 2011 contro i Seattle Seahawks, Ginn ritornò un kickoff (102 yard) e un punt (55 yard) in altrettanti touchdown con 59 secondi rimanenti. Grazie a questa prestazione vinse il premio di giocatore degli special team della settimana. Precedentemente, nella stessa settimana, Ginn aveva accettato una riduzione salariale da 2,2 milioni di dollari a stagioni a uno.
Il 22 marzo 2012, Ginn firmò un nuovo contratto annuale coi 49ers.

### Carolina Panthers
Il 21 marzo 2013, Ginn firmò un contratto annuale con i Carolina Panthers. Il primo touchdown con la nuova maglia lo segnò nella settimana 2 contro i Buffalo Bills e il secondo la settimana successiva contro i Giants, nella prima vittoria stagionale della sua squadra. Nel Monday Night Football della settimana 11 contro i Patriots, i Panthers vinsero la sesta gara consecutiva grazie al touchdown ricevuto da Ginn su passaggio di Cam Newton a 59 secondi dal termine. La quarta marcatura stagionale la segnò il 1º dicembre nella vittoria sui Tampa Bay Buccaneers. Nell'ultima gara dell'anno segnò un TD e i Panthers batterono i Falcons in trasferta, terminando con un record di 12 vittorie e 4 quattro sconfitte, il secondo migliore della NFC, guadagnandosi la possibilità di accedere direttamente al secondo turno di playoff. Contro la sua ex squadra, i 49ers, Ginn guidò Carolina con 4 ricezioni per 104 yard ma questa fu eliminata con un punteggio di 23-10.

### Arizona Cardinals

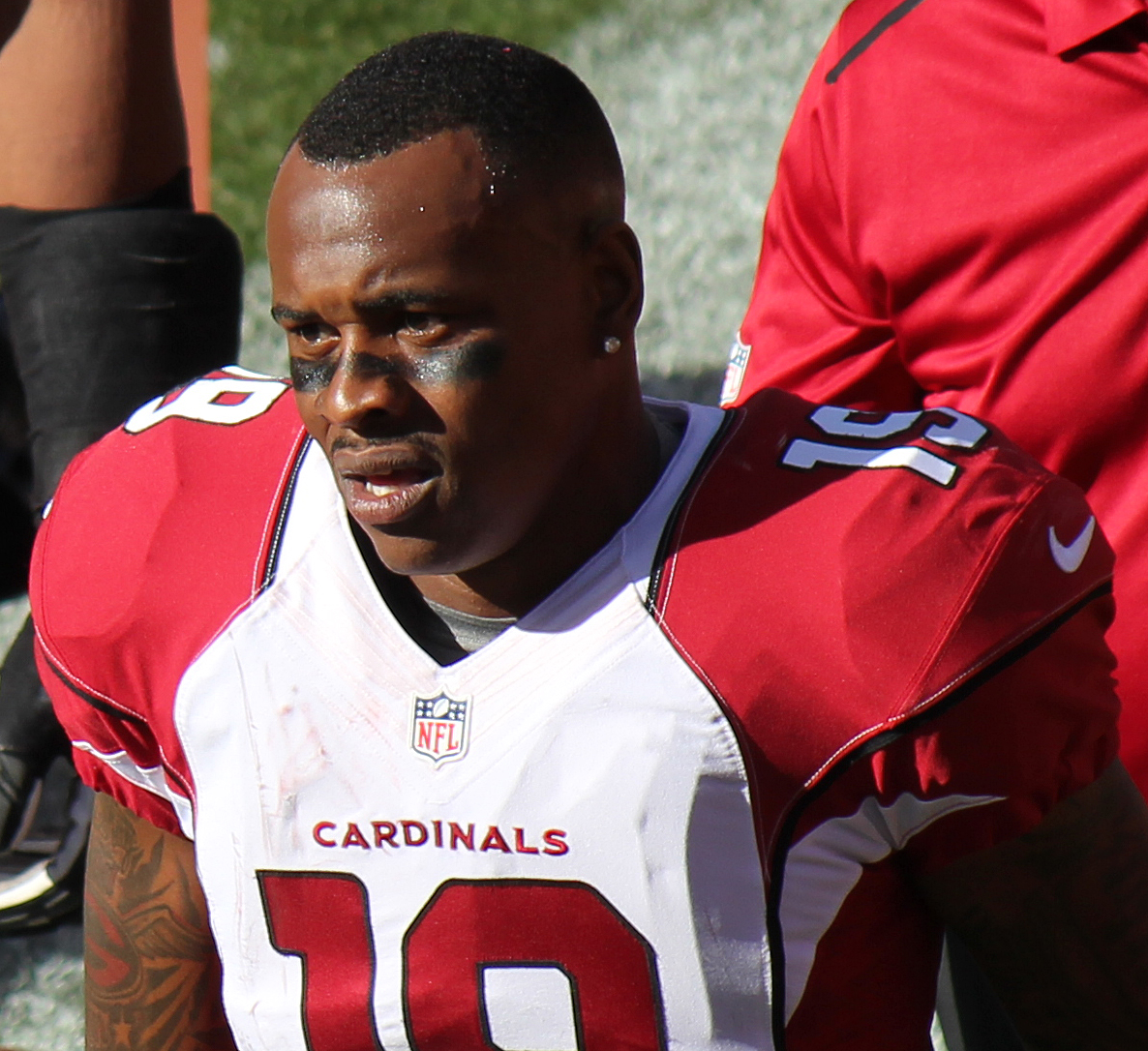
Ginn con la maglia dei Cardinals

Il 13 marzo 2014, Ginn firmò con gli Arizona Cardinals un contratto triennale del valore di 14,73 milioni di dollari, inclusi 5,1 milioni garantiti. Nella settimana 2 segnò un touchdown su ritorno di punt da 71 yard nel quarto periodo che fu quello del sorpasso nella vittoria sui Giants, venendo premiato come miglior giocatore degli special team della NFC della settimana. Il 23 febbraio 2015 fu svincolato.

### Carolina Panthers
Il 9 marzo 2015, Ginn ritorno ai Panthers firmando un contratto biennale da 4,2 milioni di dollari. Quell'anno disputò la miglior stagione in carriera, segnando in quattro occasioni due touchdown: contro i Buccaneers nella settimana 4 e per tre turni consecutivi tra il 13º e il 15º contro Saints, Falcons e Giants. La sua annata si chiuse guidando i Panthers con un nuovo primato di 10 TD su ricezione (nelle precedenti otto stagioni ne aveva segnati complessivamente 11) e al secondo posto con 739 yard ricevute. Nella vittoria sui Cardinals nella finale della NFC, Ginn segnò un touchdown su corsa, qualificandosi per il secondo Super Bowl della carriera, perso contro i Denver Broncos.

### New Orleans Saints
Il 9 marzo 2017, Ginn si legò con un contratto triennale ai New Orleans Saints. Nella prima stagione in Louisiana ricevette dal quarterback Drew Brees un primato personale di 787 yard e segnò 4 touchdown. Il 7 gennaio 2018 nel turno delle wild card dei playoff segnò il primo touchdown della partita contro la sua squadra precedente, i Panthers, chiudendo la partita con 4 ricezioni per 115 yard, un nuovo primato personale nella post-season.

### Chicago Bears
Il 30 aprile 2020 Ginn firmò con i Chicago Bears.

## Palmarès

### Franchigia
- National Football Conference Championship: 2

San Francisco 49ers: 2012
Carolina Panthers 2015

### Individuale
- Giocatore degli special team della NFC settimana: 2

1ª del 2011, 2ª del 2014
- Rookie della settimana: 1

11ª del 2007
- PFWA All-Rookie Team - 2007